# جي بي تريبرغ شوارزوالد
جي بي تريبرغ شوارزوالد (بالإنجليزية: GP Triberg-Schwarzwald)‏ هو سباق دراجات هوائية، من صنف سباق يوم واحد ‏، بدأ في 2002 في ألمانيا.

## تاريخ

### قائمة الفائزين
| السنة | الفائز            | الثاني                | الثالث                |
| ----- | ----------------- | --------------------- | --------------------- |
| 2002  | يورغن بو بيترسن   | Leonardo Bertagnolli ‏ | Torsten Hiekmann ‏     |
| 2003  | Torsten Hiekmann ‏ | Björn Glasner ‏        | Leonardo Bertagnolli ‏ |
| 2004  | Markus Fothen ‏    | Sylwester Szmyd ‏      | Tomislav Dančulović ‏  |
| 2005  | فابيان فيجمان     | Fortunato Baliani ‏    | Jörg Ludewig ‏         |
| 2006  | Jure Golčer ‏      | ستيف مورابيتو         | Hrvoje Miholjević ‏    |
| 2007  | رادوسلاف روجينا   | Matija Kvasina ‏       | بيتر فيليس            |
| 2008  | ماتياس فرانك      | ماركو بينوتي          | ستيفان شوماخر         |
| 2009  | هاينريش هوسلر     | يان باكيلانتس         | Johannes Fröhlinger ‏  |